# Michał Kozal
Blahoslavený Michał Kozal byl polský římskokatolický biskup. Stal se obětí nacistického pronásledování katolické církve a je uctíván jako blahoslavený mučedník.

## Život
Narodil se v roce 1893. Za studentských let se účastnil ilegálních vlasteneckých aktivit. Teologii studoval v Poznani a Hnězdně, kněžské svěcení přijal v roce 1918. Postupně působil jako kaplan ve farnostech Kościelec (1918-1919) a Pobiedziska (1919-1920). Od roku 1920 působil jako administrátor farnosti Krostkowo. Od roku 1923 byl katechetou ve městě Bydgoszcz. V letech 1927-1939 přednášel apologetiku v kněžském semináři v Hnězdně. Zároveň v semináři působil jako spirituál (v letech 1927-1929) a posléze jako rektor (1929-1939).
Roku 1939 byl jmenován pomocným biskupem v Włocławské diecéze a titulárním biskupem lappským. Biskupské svěcení přijal 13. srpna 1939. Záhy si jej začalo všímat gestapo, protože jako biskup hájil církev proti světské moci a zároveň nepřestával být polským vlastencem. Biskup Kozal byl nakonec 7. listopadu 1939 zatčen. Z vazby byl v lednu 1940 převezen do zrušeného cisterciáckého kláštera v Ladu, kde byl držen do dubna 1941, kdy byl vyvezen transportem do koncentračního tábora v Dachau, kde mu bylo přiděleno číslo 24544.
V Dachau neušel různému týrání, stejně jako ostatní zde držení kněží. Odmítal, když ho jakožto biskupa, chtěli něčeho ušetřit, a často opakoval: "Kde jsou moji kněží, tam musím být i já." Spoluvězni-kněží jej, jakožto biskupa, uznávali jako autoritu a k rozhodování mu předkládali různé záležitosti, související s tím, že v lágru vykonávali ilegální pastoraci.
Snažil se být nablízku nemocným kněžím a pomáhat jim. V důsledku toho se nakazil na počátku roku 1943 tyfem[nepřesný odkaz]. Přesto nebyl uznán nemocným a musel dále otrocky pracovat. Vysílený byl nakonec 26. ledna 1943 zabit injekcí s fenolem.

## Beatifikace
Jeho beatifikační proces byl zahájen v roce 1960, a završen byl beatifikací v roce 1987.

## Odkazy

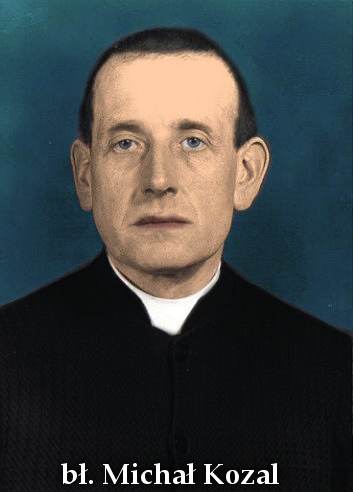
Blahoslavený Michał Kozal